# Génisse rouge

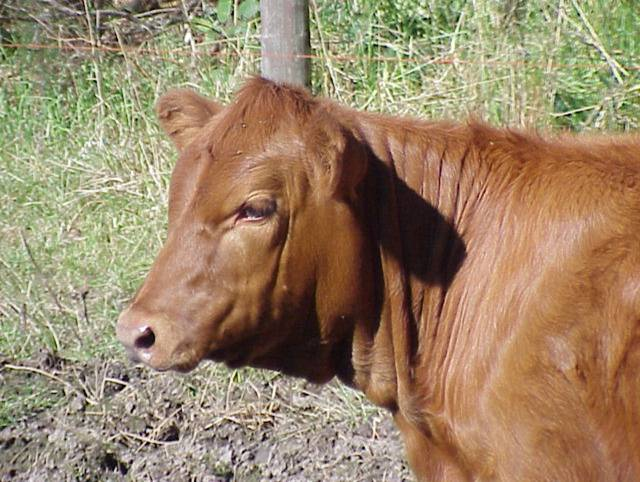
Vache rouge

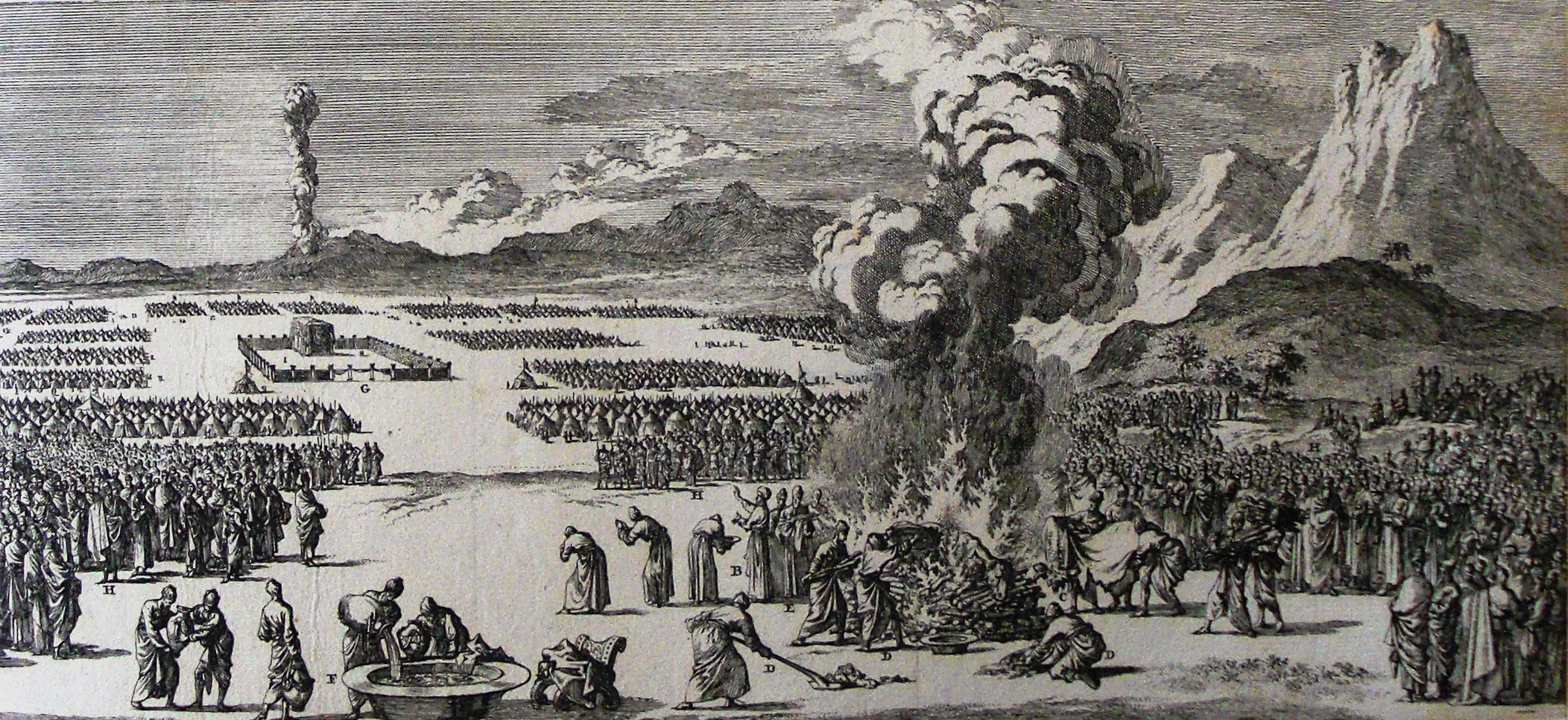
Illustration de Phillip Medhurst, la purification par la génisse rouge dans la Thorah.

La génisse rouge, également connue sous le nom de vache rouge ou vache rousse (hébreu : פָּרָה אֲדֻמָּה, « pārâ ʾādummâ ») une bovine femelle qui n'a jamais été gestante, traite et n'ayant jamais porté le joug, était une vache apportée aux prêtres en sacrifice selon la Torah. Ses cendres étaient utilisées pour la purification rituelle des impuretés des cadavres causées par un Israélite entrant en contact avec un cadavre humain, un os humain ou une tombe.

## Bible hébraïque
Les instructions d'offrande de génisse rousse sont décrites dans le Livre des Nombres, chapitre 19. Les Israélites reçurent l'ordre d'obtenir « une génisse rouge sans tache, sans défaut et sur laquelle le joug n'est jamais venu ». La génisse doit ensuite être abattue et brûlée hors du camp. Du bois de cèdre, une plante appelée ezov et de la laine ou du fil teint en écarlate sont ajoutés au feu, et les cendres restantes sont placées dans un récipient contenant eau de source pure.
Pour purifier une personne, de l'eau du récipient est aspergée sur elle à l'aide d'un bouquet d'ezov, les troisième et septième jours du processus de purification. Le cohen qui accomplit le rituel devient alors rituellement impur et doit alors se laver ainsi que ses vêtements dans de l'eau vive. Il reste impur jusqu'au soir

## Mishna
La Mishna, la compilation centrale de la Torah orale dans le Judaïsme rabbinique, la composante orale de la Torah écrite, contient un traité sur la génisse rousse, Tractate Parah ( « vache ») dans le Seder Taharot, qui explique les procédures impliquées. Le traité n'a pas de Gemara existante, bien que des commentaires sur la procédure apparaissent dans la Guemarah pour d'autres traités du Talmud.

### Détails du commandement
Selon Mishnah Parah, la présence de deux poils noirs invalide une génisse rousse, en plus des exigences habituelles d'un animal sans défaut pour le sacrifice. Il existe diverses autres exigences, telles que la naissance naturelle (la césarienne rend invalide une candidate à une génisse). L'eau doit être « vivante » (c'est-à-dire eau de source). C'est une exigence plus forte que pour un mikvé ou un bain rituel ; L'eau de pluie accumulée dans une citerne est autorisée pour un mikvé mais ne peut pas être utilisée lors de la cérémonie de la génisse rousse.
La Mishna rapporte qu'à l'époque du Temple de Jérusalem, l'eau pour le rituel provenait de la Piscine de Siloé. La cérémonie impliquée était complexe et détaillée. Pour garantir la pureté rituelle complète des personnes impliquées, des précautions ont été prises pour garantir qu'aucune personne impliquée dans la cérémonie de la génisse rousse ne puisse avoir de contact avec les morts ou une quelconque forme de tumah, et des outils ont été fabriqués. de matériaux tels que la pierre, qui dans la loi juive n'agissent pas comme porteurs d'impuretés rituelles. La Mishna raconte que des enfants étaient utilisés pour puiser et transporter l'eau pour la cérémonie, des enfants nés et élevés dans l'isolement dans le but précis de s'assurer qu'ils n'entrent jamais en contact avec un cadavre :
« Il y avait des cours à Jérusalem construites sur le rocher [vierge] et en dessous d'elles un creux [a été fait] de peur qu'il n'y ait une tombe dans les profondeurs, et des femmes enceintes y étaient amenées et y enfantaient leurs enfants, et là ils élevaient eux. On amena des bœufs, et sur leur dos on posa des portes sur lesquelles étaient assis les enfants, des coupes de pierre à la main. Lorsqu'ils arrivèrent à Shiloah, [les enfants] descendirent et remplirent [les coupes d'eau], montèrent à cheval et s'assirent de nouveau sur les portes. »
Divers autres dispositifs ont été utilisés, y compris une chaussée reliant le Mont du Temple au Mont des Oliviers afin que la génisse et les prêtres qui l'accompagnaient n'entrent pas en contact avec une tombe.
Selon la Mishna, la cérémonie de l'incendie de la génisse rousse a eu lieu sur le Mont des Oliviers. Un kohen rituellement pur massacra la génisse et aspergea son sang sept fois en direction du Temple. La génisse rousse était ensuite brûlée sur un bûcher, avec de la laine teinte pourpre, de l'hysope et du bois de cèdre. Ces dernières années, le site de l'incendie de la génisse rousse sur le Mont des Oliviers a été provisoirement localisé par l'archéologue Yonatan Adler.

### Couleur
La couleur de la génisse est décrite dans la Torah comme « adumah » (hébreu : אדומה), normalement traduit par « rouge ». Ces dernières années, le site de l'incendie de la génisse rousse sur le Mont des Oliviers a été provisoirement localisé par l'archéologue Yonatan Adler.

## Implications politiques
Lors de l'attaque du Hamas contre Israël de 2023, le Hamas a cité l'achat par Israël de génisses rousses, importées des États-Unis, comme justification. Cela ferait partie d'une prophétie juive ancestrale, qui pourrait permettre à Israel de justifier la destruction de sanctuaires musulmans à Jérusalem.